# Sänna (Zweden)
Sänna is een plaats in de gemeente Askersund in het landschap Närke en de provincie Örebro län in Zweden. De plaats heeft 191 inwoners (2005) en een oppervlakte van 31 hectare.